# Jorge Solari
Jorge Solari (sinh ngày 11 tháng 11 năm 1941) là một cựu cầu thủ bóng đá người Argentina.

## Đội tuyển bóng đá quốc gia Argentina
Jorge Solari thi đấu cho đội tuyển bóng đá quốc gia Argentina từ năm 1966-1968.

## Thống kê sự nghiệp
| Đội tuyển bóng đá Argentina | Đội tuyển bóng đá Argentina | Đội tuyển bóng đá Argentina |
| Năm                         | Trận                        | Bàn                         |
| --------------------------- | --------------------------- | --------------------------- |
| 1966                        | 5                           | 0                           |
| 1967                        | 1                           | 0                           |
| 1968                        | 4                           | 0                           |
| Tổng cộng                   | 10                          | 0                           |